# Insomniac
Insomniac — четвертий студійний альбом американського панк-рок гурту Green Day. Виданий 10 жовтня 1995 року на Reprise Records. Альбом досяг другого місця у Billboard 200 та отримав двічі платиновий статус згідно з даними RIAA у 1996 році. Insomniac не досяг продажів попереднього альбому гурта Dookie через похмуріші тексти пісень та загальну атмосферу. Insomniac третій за комерційною успішністю альбом після Dookie та American Idiot з сукупними продажами у 8 мільйонів копій (з них 2,076,000 копій продано у США).
Загальна тривалість композицій становить 32:55. Альбом відносять до напрямку рок, панк-рок.

## Список пісень
Автор слів Всі тексти написав Біллі Джо Армстронг крім “Panic Song”, яку написал Майк Дернт разом з Біллі Джо Армстронгом, автор музики Green Day. 
| #     | Назва                   | Тривалість |
| ----- | ----------------------- | ---------- |
| 1.    | «Armatage Shanks»       | 2:17       |
| 2.    | «Brat»                  | 1:43       |
| 3.    | «Stuck with Me»         | 2:16       |
| 4.    | «Geek Stink Breath»     | 2:15       |
| 5.    | «No Pride»              | 2:20       |
| 6.    | «Bab's Uvula Who?»      | 2:07       |
| 7.    | «86»                    | 2:48       |
| 8.    | «Panic Song»            | 3:38       |
| 9.    | «Stuart and the Ave.»   | 2:04       |
| 10.   | «Brain Stew»            | 3:13       |
| 11.   | «Jaded»                 | 1:30       |
| 12.   | «Westbound Sign»        | 2:13       |
| 13.   | «Tight Wad Hill»        | 2:01       |
| 14.   | «Walking Contradiction» | 2:31       |
| 32:55 |                         |            |

| Японське видання | Японське видання     | Японське видання | Японське видання |
| #                | Назва                | Написав          | Тривалість       |
| ---------------- | -------------------- | ---------------- | ---------------- |
| 15.              | «I Wanna Be on T.V.» | Fang             | 1:17             |

| Австралійська версія альбому видана з додатковим диском: CD2 "Live Tracks EP" | Австралійська версія альбому видана з додатковим диском: CD2 "Live Tracks EP" | Австралійська версія альбому видана з додатковим диском: CD2 "Live Tracks EP" |
| #                                                                             | Назва                                                                         | Тривалість                                                                    |
| ----------------------------------------------------------------------------- | ----------------------------------------------------------------------------- | ----------------------------------------------------------------------------- |
| 1.                                                                            | «Welcome to Paradise» (Live)                                                  | 3:44                                                                          |
| 2.                                                                            | «One of My Lies» (Live)                                                       | 2:19                                                                          |
| 3.                                                                            | «Chump» (Live)                                                                | 2:59                                                                          |
| 4.                                                                            | «Longview» (Live)                                                             | 3:59                                                                          |
| 5.                                                                            | «Burnout» (Live)                                                              | 2:07                                                                          |
| 6.                                                                            | «2,000 Light Years Away» (Live)                                               | 2:24                                                                          |

| Дуже рідкісне лімітоване видання | Дуже рідкісне лімітоване видання                                  | Дуже рідкісне лімітоване видання | Дуже рідкісне лімітоване видання |
| #                                | Назва                                                             | Написав                          | Тривалість                       |
| -------------------------------- | ----------------------------------------------------------------- | -------------------------------- | -------------------------------- |
| 15.                              | «I Wanna Be on T.V»                                               | Fang                             | 1:17                             |
| 16.                              | «Don't Wanna Fall in Love»                                        | Біллі Джо Армстронг              | 1:38                             |
| 17.                              | «Brain Stew/Jaded» (Clean Mix)                                    | Біллі Джо Армстронг              | 4:44                             |
| 18.                              | «Do Da Da (Stuck With Me)»                                        | Біллі Джо Армстронг              | 1:33                             |
| 19.                              | «Good Riddance» (Early Mix)                                       | Біллі Джо Армстронг              | 2:02                             |
| 20.                              | «Brain Stew» (Clean Radio Faded Ending)                           | Біллі Джо Армстронг              | 3:12                             |
| 21.                              | «Walking Contradiction» (Radio Edit)                              | Біллі Джо Армстронг              | 2:34                             |
| 22.                              | «When I Come Around» (Live at Stockholm, Sweden, Sept. 4, 1995)   | Біллі Джо Армстронг              | 2:54                             |
| 23.                              | «Jaded» (Live at Stockholm, Sweden, Sept. 4, 1995)                | Біллі Джо Армстронг              | 1:52                             |
| 24.                              | «Stuck With Me» (Live at Stockholm, Sweden, Sept. 4, 1995)        | Біллі Джо Армстронг              | 2:37                             |
| 25.                              | «Dominated Love Slave» (Live at Stockholm, Sweden, Sept. 4, 1995) | Тре Кул                          | 2:11                             |
| 26.                              | «Chump» (Live at Stockholm, Sweden, Sept. 4, 1995)                | Біллі Джо Армстронг              | 2:42                             |